# 107. zračnoobrambna artilerijska brigada (ZDA)
107. zračnoobrambna artilerijska brigada (angleško 107th Air Defense Artillery Brigade) je bila zračnoobrambna artilerijska brigada Kopenske vojske Združenih držav Amerike.